# 1958 Chandra
1958 Chandra este un asteroid din centura principală, descoperit pe 24 septembrie 1970 de Carlos Cesco.